# Souccot
Pour le lieu biblique appelé Soukkot, voir Soukkot (lieu)
Souccot (en hébreu : hébreu : חַג הַסֻּכּוֹת, Hag haSoukkot, « Fête des Cabanes », « des Huttes », « des Tentes » ou « des Tabernacles »), est l'une des trois fêtes de pèlerinage prescrites par la Torah, au cours de laquelle on célèbre dans la joie l'assistance divine reçue par les enfants d'Israël lors de l'Exode et la récolte qui marque la fin du cycle agricole annuel.
Elle est fêtée à partir du 15 tishri (qui correspond, selon les années, aux mois de septembre ou octobre dans le calendrier grégorien) et dure sept jours, outre le ou les deux jours de la fête suivante, Chemini Atseret. Seul le premier jour (ainsi que le deuxième dans le judaïsme orthodoxe de la diaspora) est totalement férié.
Divers rites de commémoration de l'événement historique ou de propitiation pour obtenir l'abondance des pluies et des récoltes s'y rattachent, parmi lesquels la prescription pour les Juifs de résider (au minimum prendre leurs repas) dans une soukka (une sorte de hutte, souvent décorée), et celle des quatre espèces végétales.

## Hag HaSoukkotdans les sources juives

### Dans la Bible hébraïque
Souccot est mentionnée pour la première fois comme la « fête de la récolte », ayant lieu en automne et marquant la fin du cycle agricole annuel, au cours de laquelle grâce est rendue à la providence divine.
L'ordonnance de la « fête des Tentes » (dans la traduction de la Bible du Rabbinat) ou « des tabernacles » (dans celle de Louis Segond), et en particulier, deux prescriptions spécifiques à la fête — l'obligation pour « tout indigène en Israël » de demeurer dans sa tente en souvenir des tentes (hébreu : סֻכּוֹת soukkot) dans lesquelles les enfants d'Israël ont résidé lors de leur sortie du pays d'Égypte, et celle de prendre le premier jour quatre espèces — font également ressortir son aspect historique : Souccot rappelle l'assistance divine dont les Israélites ont bénéficié lors de l'Exode. Cette célébration d'automne est aussi appelée dans la liturgie זְמַן שִׂמְחָתֵנוּ zeman simhaténou ("le temps de notre réjouissance") qui suggère la mitzvah       d'« être ensemble joyeux » pendant les 7 jours de la fête.
La « fête à YHWH », devient rapidement, du fait de sa signification agricole, l'une des plus importantes du calendrier (elle n'est d'ailleurs souvent désignée que par le nom de « La Fête ») et le côté solennel de la « convocation sainte » en fait l'une des plus grandes occasions de rassemblement populaire, raison pour laquelle la cérémonie du haqhel (hébreu : הַקְהֵל « Rassemble ! »), au cours de laquelle le peuple entier, hommes, femmes et enfants, est rassemblé dans l'endroit élu par Dieu pour entendre la Torah, s'y tient à la sortie de l'année sabbatique. D'après la Bible, c'est lors de « La Fête » que le roi Salomon choisit d'inaugurer le Temple de Jérusalem et c'est son rite que Jéroboam veut changer (en la célébrant le huitième au lieu du septième mois) afin d'assoir son autorité et l'indépendance de son temple de Béthel sur celui de Jérusalem.
Au cours de l'exil de Babylone, Ézéchiel insiste sur le « festival du septième mois, » qu'il incombera aux princes de respecter après la reconstruction du Temple.

Souccot est d'ailleurs la première fête observée après la reconstruction du Second Temple de Jérusalem. Les enfants d'Israël, qui avaient redécouvert la prescription de résider dans des soukkot ainsi que celle des quatre espèces, la célèbrent comme cela ne s'était plus vu, aux dires de Néhémie, depuis l'époque de Josué,. Zacharie, l'un des derniers prophètes, contemporain des événements, prophétise que la « fête des tentes » deviendra, aux temps messianiques, un festival universel au cours duquel toutes les nations alentour se rendront à Jérusalem pour se prosterner devant Dieu et pour célébrer la fête des Tentes, sous peine de quoi elles ne seront pas « favorisée[s] par la pluie » (l'association de Souccot avec le don divin de la pluie, bien qu'exprimée pour la première fois de façon explicite, semble avoir été évoquée dans les Livres d'Isaïe et de Néhémie, où le peuple se réunit « près de la porte de l'eau »).

### Dans la littérature rabbinique

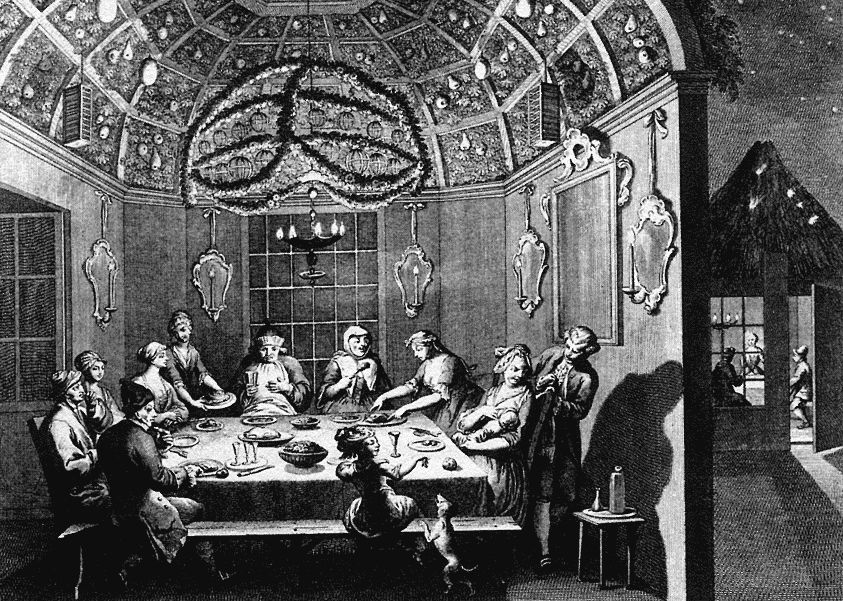
Portugais aux Provinces-Unies dans leur souccah pendant la fête juive de Souccot (avant 1733).

Les différentes observances attachées à la fête de Souccot sont détaillées dans la Mishna et les Talmuds, en particulier dans le traité Soukka, sixième de l'ordre Moëd (lois relatives au chabbat et aux fêtes juives) :
- les lois relatives à la soukka, ses proportions, les matériaux avec lesquels elle doit être construite, les endroits où elle peut ou non se trouver, font l'objet des deux premiers chapitres.
- les lois concernant les quatre espèces, les caractéristiques qui les rendent propres ou impropres à l'accomplissement de la prescription, etc. font l'objet des troisième et quatrième chapitres. Les prescriptions liées à la branche de saule font l'objet d'une investigation plus poussée.
- la cérémonie de la libation d'eau, à laquelle feraient allusion Zacharie et Isaïe, est abordée dans le quatrième chapitre et une partie du cinquième et dernier chapitre du traité. Les sages enseignent que « quiconque n'a jamais participé à la joie de Souccot au Temple ne connaît pas la vraie joie[18] ».
- le reste du dernier chapitre décrit le service particulier qui se tenait dans le Temple lors de la fête de Souccot.
- la cérémonie du haqhel est abordée dans d'autres traités[19].

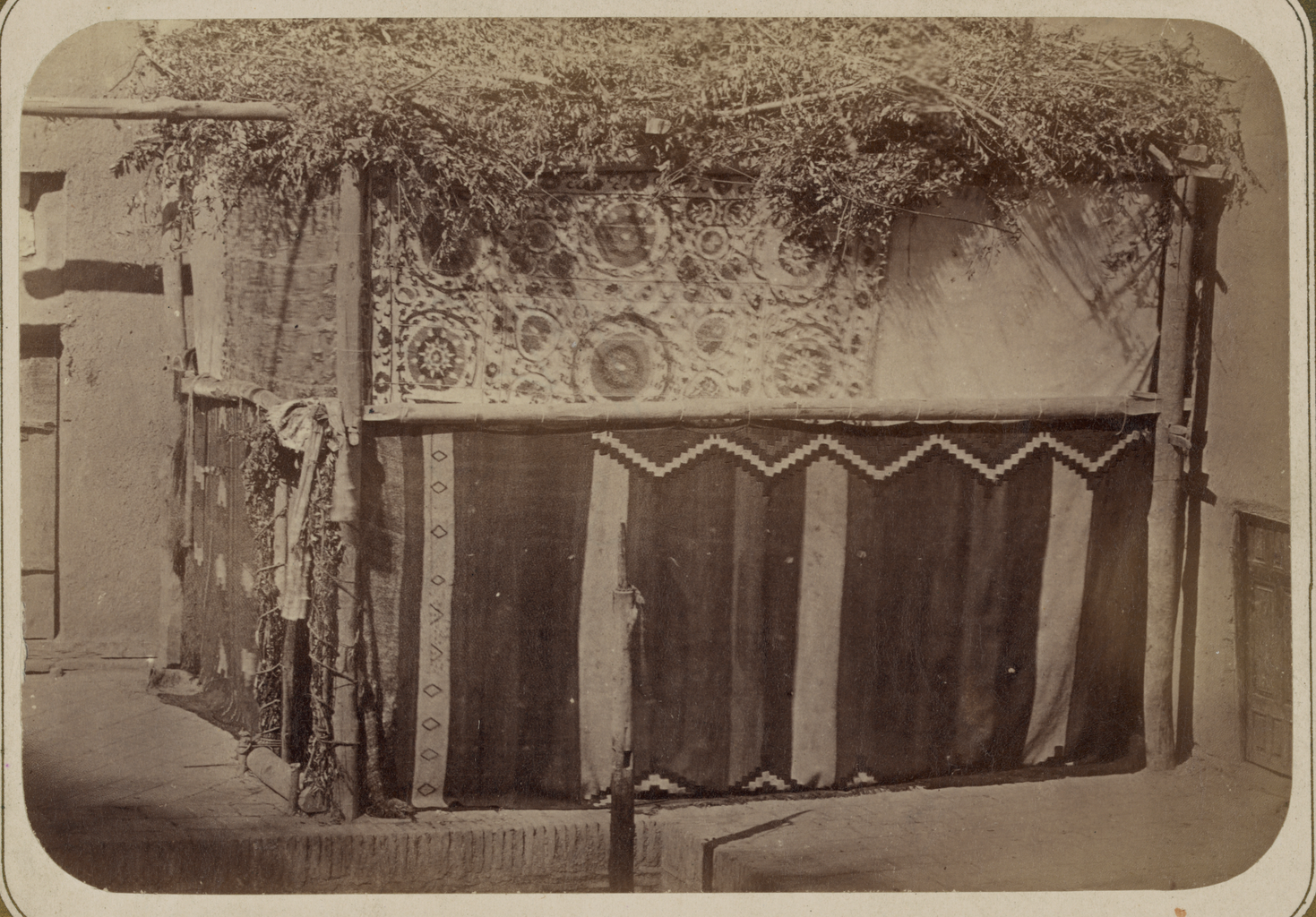
Souccah au Turkestan, après sa prise de contrôle par l'Empire russe (photographie prise entre 1865 et 1872)

Les lois contenues dans la Mishna sont amplifiées dans la Tossefta et commentées dans les Talmuds de Babylone et de Jérusalem avec des conclusions parfois significativement différentes : les docteurs de Galilée autorisent par exemple de réaliser la prescription des quatre espèces à chabbat alors que leurs homologues babyloniens l’interdisent, afin qu’on ne transporte pas les quatre espèces sur plus de quatre coudées dans le domaine public.
Les aspects de la fête qui ne sont pas propres à Souccot, comme les lois générales des jours de fête, le statut des jours intermédiaires de la fête (hol hamoëd) et les lois générales sur les fêtes de pèlerinage (non applicables en l'absence d'un Temple construit), font l'objet de traités séparés, Beitza, Moëd katan et Haguiga, septième, onzième et douzième de l'ordre Moëd, respectivement.

## Observance deSouccotdans le judaïsme rabbinique
La fête de Souccot est célébrée en terre d’Israël pendant sept jours à partir du 15 tishrei au soir. Seul le premier jour (ou les deux premiers jours, en diaspora, du fait de la coutume - non observée dans le judaïsme réformé - d’ajouter un second jour aux fêtes bibliques) est totalement férié ; les jours suivants ont, quant à eux, un statut intermédiaire, « mi-férié », en vertu duquel les tâches incompatibles avec la fête ou son esprit sont interdites.

### Lasoukka

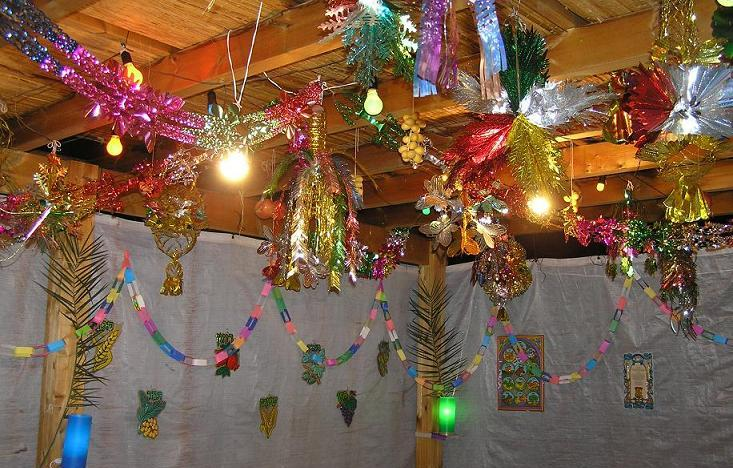
Intérieur d'une soukka, avec ses décorations

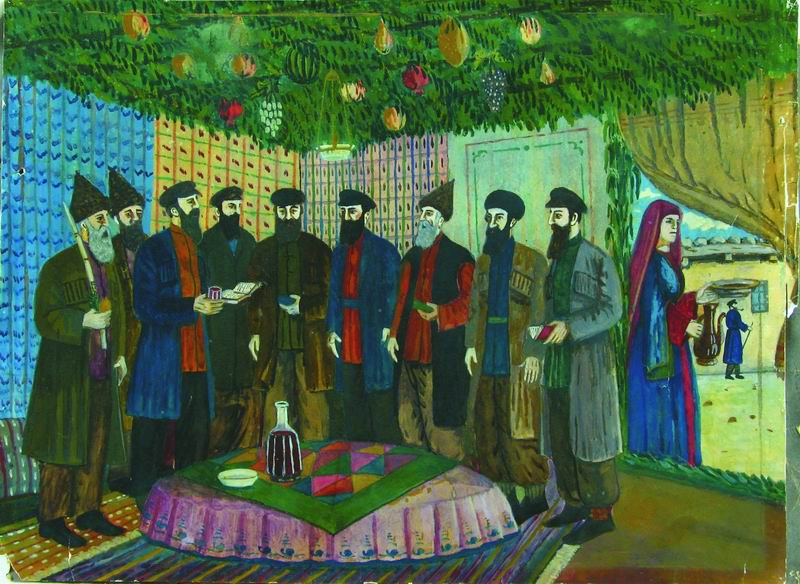
Célébration de la Souccot, Shalom Koboshvili, Géorgie, entre 1937 et 1941.

La soukka est un lieu de résidence temporaire, construit pour la fête. On commence la construction au sortir de Yom Kippour, bien qu'il soit permis de la faire lors du hol hamoëd. Il est souhaitable de la décorer (hébreu : נוי סוכה nivouï soukka, « rendre [la] soukka agréable ») avec des fruits, un beau service, etc. (on ajoute des serpentins, des dessins d'enfants, etc.). Son toit, le skhakh, doit être construit dans un matériau organique, issu du sol, mais déconnecté de lui.

Une soukka inhabitable (trop étroite, trop basse, etc.), ancienne, dont le skhakh existait avant la fête (comme une soukka sous un arbre) ou n'est pas à ciel ouvert (comme une soukka dans une maison) n'est pas conforme aux prescriptions religieuses. Il faut porter une attention particulière au maintien de la pureté rituelle de la soukka, et de sa prestance.
La prescription de « résider dans la soukka » signifie qu'il faut y demeurer comme dans une maison, et y réaliser ses occupations habituelles, bien que ce soit le début de la saison froide ; les femmes, les malades et les enfants en sont dispensés. Il faut au moins y prendre un repas le premier soir de la fête (et le second, en dehors de la terre d'Israël), même par temps de pluie, bien qu'en ce cas, l'essentiel du repas puisse être pris dans la maison tant qu'il pleut. Les pluies exemptent de dormir dans la soukka, et celles qui risquent de gâter le repas en traversant le skhakh, d'y manger ; il n'y a aucun mérite à demeurer sous la soukka en pareils cas.
Il est de coutume de convier famille, amis, voisins, etc., à partager un repas dans sa soukka. De nombreux Juifs, suivant une coutume kabbalistique, « invitent » chaque soir dans leur soukka un hôte et, pour certains, une hôtesse spirituels (les oushpizzin et les oushpizziyot).

### Les quatre espèces

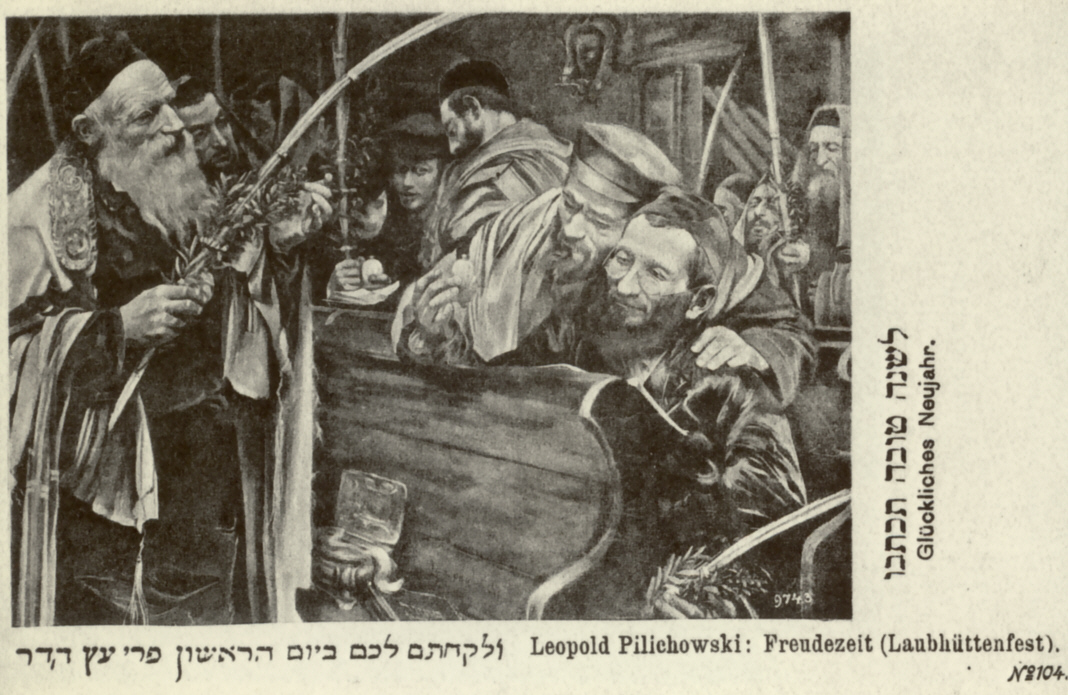
Juifs apportant leurs quatre espèces à la synagogue (carte de vœux de 1900)

Il est prescrit dans la Torah de prendre le premier jour de Souccot quatre espèces, « du fruit de l'arbre hadar, des branches de palmier, des rameaux de l'arbre-avoth et des saules de rivière », ce que la tradition rabbinique a interprété comme une injonction à réaliser des processions en transportant ces espèces, qu'elle identifie respectivement à l’etrog (cédrat), au loulav (palme de dattier), au hadass (branche de myrte), et à l’arava (branche de saule), vers le Temple de Jérusalem (actuellement, vers la synagogue). Cette prescription est appelée netilat loulav (hébreu : נטילת לולב « port du loulav ») car le loulav est l’espèce la plus voyante et désigne donc les quatre espèces dans leur ensemble.
Réalisée à l'origine un seul jour « dans le pays » (c'est-à-dire hors du Temple), elle a actuellement lieu les sept jours de Souccot, sauf le chabbat, par décret de Rabban Yohanan ben Zakkaï en souvenir du Temple détruit, dans lequel les processions avaient lieu les sept jours de la fête.
Les espèces doivent satisfaire à des critères rigoureux de longueur, de grosseur, de fraicheur, de couleur, etc., et il est recommandé de s'informer auprès d'un expert. Le loulav, trois branches de hadass à droite de celui-ci, et deux branches d’arava à sa gauche, impérativement cueillis et arrangés avant la fête, sont tenus dans le sens de la croissance (tige en bas, feuilles et fleur en haut) liés par un lacis, tenu dans la main droite (gauche pour les gauchers, selon la coutume ashkénaze mais non selon les décisionnaires séfarades) tandis que l’etrog est tenu de la main opposée. Les femmes ne sont pas tenues de réaliser la prescription des quatre espèces, étant donné que celle-ci est limitée dans le temps.

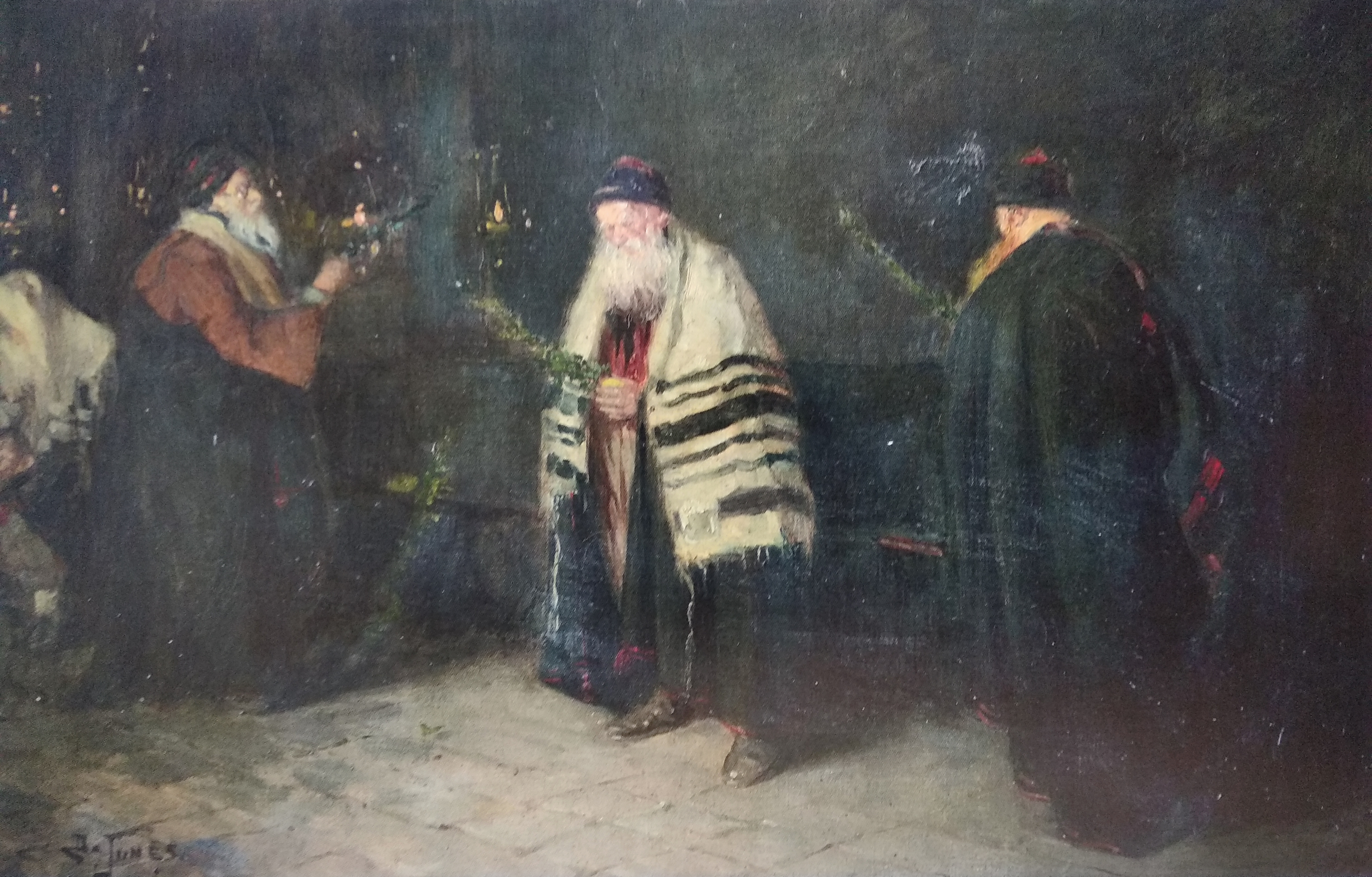
David Junès (1874-1938) Rabbins, fête de Souccot, Tunis. Dans la main gauche du rabbin qui est au centre, le jaune du cédrat (etrog) luit.

### Rite et liturgie

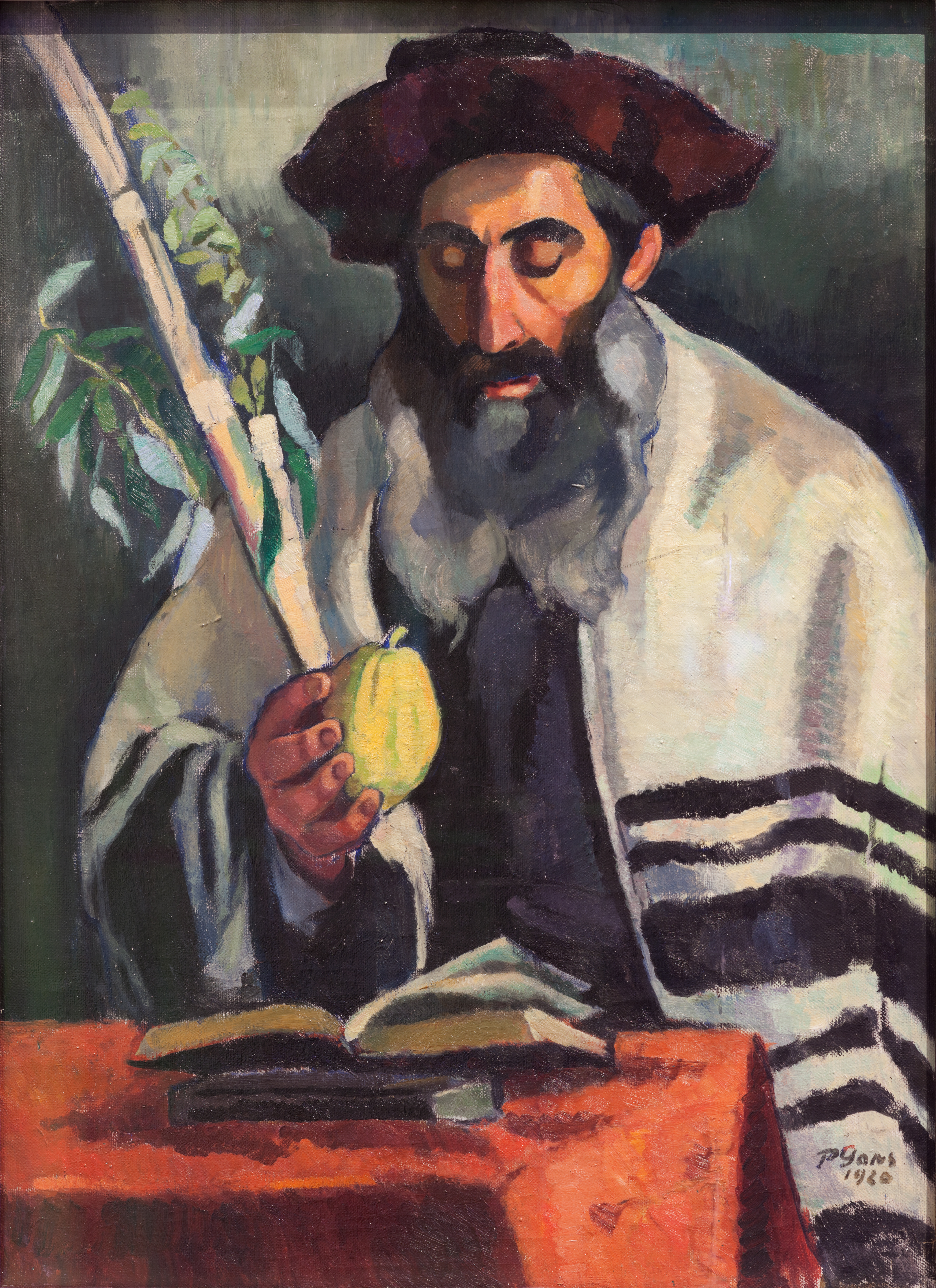
En prière lors de la fête des Tabernacles, par Paula Gans (1920), Musée d'histoire de Hambourg.

La fête de Souccot était principalement, à l'époque des Premier et Second Temples de Jérusalem, une fête de pèlerinage, au cours duquel les Juifs étaient tenus de se rendre à Jérusalem pendant sept jours et d'y faire des offrandes à Dieu selon les ordonnances bibliques. 
Bien que de nombreux Juifs se rendent de nos jours en pèlerinage au Mur occidental, en absence de Temple reconstruit, la liturgie se concentre principalement, comme à Pessa'h et Chavouot, sur le souvenir des anciens rites et offrandes.
Le rituel liturgique de Souccot partage avec ces deux festivals : 
- une prière en sept bénédictions, récitée lors des offices du matin, de l'après-midi et du soir du premier jour de la fête ou des deux premiers jours en diaspora,
- la lecture du Hallel,
- une lecture de la Torah spéciale,
- un office de prière supplémentaire (moussaf),
- une bénédiction supplémentaire, yaalè veyavo, intercalée dans la ʿamida et le birkat hamazon (action de grâce récitée après les repas) des jours de hol hamoëd. La fête de Souccot y est qualifiée de zman sim'hatenou (« le temps de notre joie »).

Il s'en démarque par son caractère de liesse, et d'autres particularités, dont certaines ont pu être conservées ou adaptées aux offices synagogaux.

#### Hallel

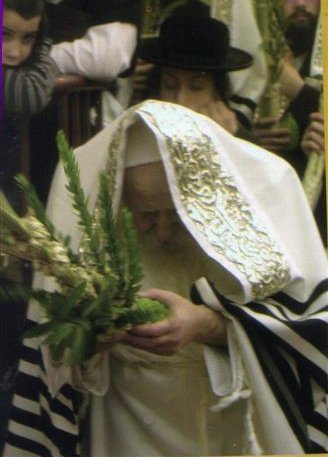
Le Tosher Rebbe de Montréal, balançant les quatre espèces lors du Hallel

Le Hallel est déclamé dans son entièreté (du Psaume 113 au Psaume 118) lors des sept jours de la fête de Souccot, après la ʿamida du matin. Il se particularise par la netilat loulav et les naanouïm (hébreu : נענועים « balancements »), qui ne peuvent pas se faire à chabbat, par décret rabbinique.
Après avoir récité la bénédiction sur le loulav, l'orant le balance aux « quatre vents » (est, sud, ouest, nord), en haut et en bas (sans le retourner), de façon à remuer légèrement les feuilles supérieures de la palme (de l'avis de la plupart des codificateurs, mais non d'Isaac Louria, seul le loulav, et non l'orant, doit être tourné en direction des quatre vents). Il en fait de même lorsqu'on déclame au cours du Hallel le verset hodou (Psaumes 118:1) et la première partie du verset ana (Psaumes 118:25).
Diverses interprétations ont été données à ce geste ; l’une d’elles suggère que l’on conjure de la sorte vents et précipitations  mauvais, d’où qu’ils viennent.
La bénédiction du loulav et ses balancements ne peuvent être faits le premier jour qu'avec un loulav acquis (et non prêté). 
Il est toutefois possible de faire don d'un loulav à celui qui n'en a pas, à titre temporaire, et de partager les frais d'achat entre deux personnes, qui se « vendront » ou se feront mutuellement don de leur « partie » du loulav au moment de la bénédiction, d'où la coutume parmi les communautés ashkénazes d'acheter un loulav à titre collectif.

#### Lecture de la Torah
On lit à Souccot les passages bibliques relatifs à l'ordonnance de la fête (Lévitique 22:26 - 23:44 & Nombres 29:12-16).
Au premier jour, le quatorzième chapitre du livre de Zacharie est lu dans son entièreté comme haftara (lecture d'une section complémentaire) ; au second jour (qui n'existe qu'en diaspora), c'est le passage du Livre des Rois rapportant l'inauguration du Temple de Salomon, dont les réjouissances durèrent pendant tout le mois de Tishrei, et particulièrement à Souccot, qui fait l'objet de la lecture complémentaire.

#### Office supplémentaire (moussaf)
Les offrandes que les enfants d'Israël devaient offrir les sept jours de Souccot en plus de l'offrande perpétuelle, étaient, contrairement aux offrandes supplémentaires (korban moussaf) demandées en d'autres occasions, différentes chaque jour. Par conséquent, les passages rappelant ces offrandes dans l'office supplémentaire (Moussaf) varient également.

#### La cérémonie de la libation d'eau
Selon la tradition rabbinique, Souccot était, à l'époque des Temples de Jérusalem, l'occasion de la cérémonie de la libation d'eau, au cours de laquelle de l'eau, puisée à la source de Gihon, était versée sur l'autel, afin d'obtenir la grâce divine pour les pluies. Elle était prétexte à de grandes réjouissances dans l’azarat nashim (la partie du Temple normalement réservée aux femmes).
L'événement est actuellement commémoré par des festivités nocturnes dans une synagogue ou un lieu d'études.

#### Hoshaanot

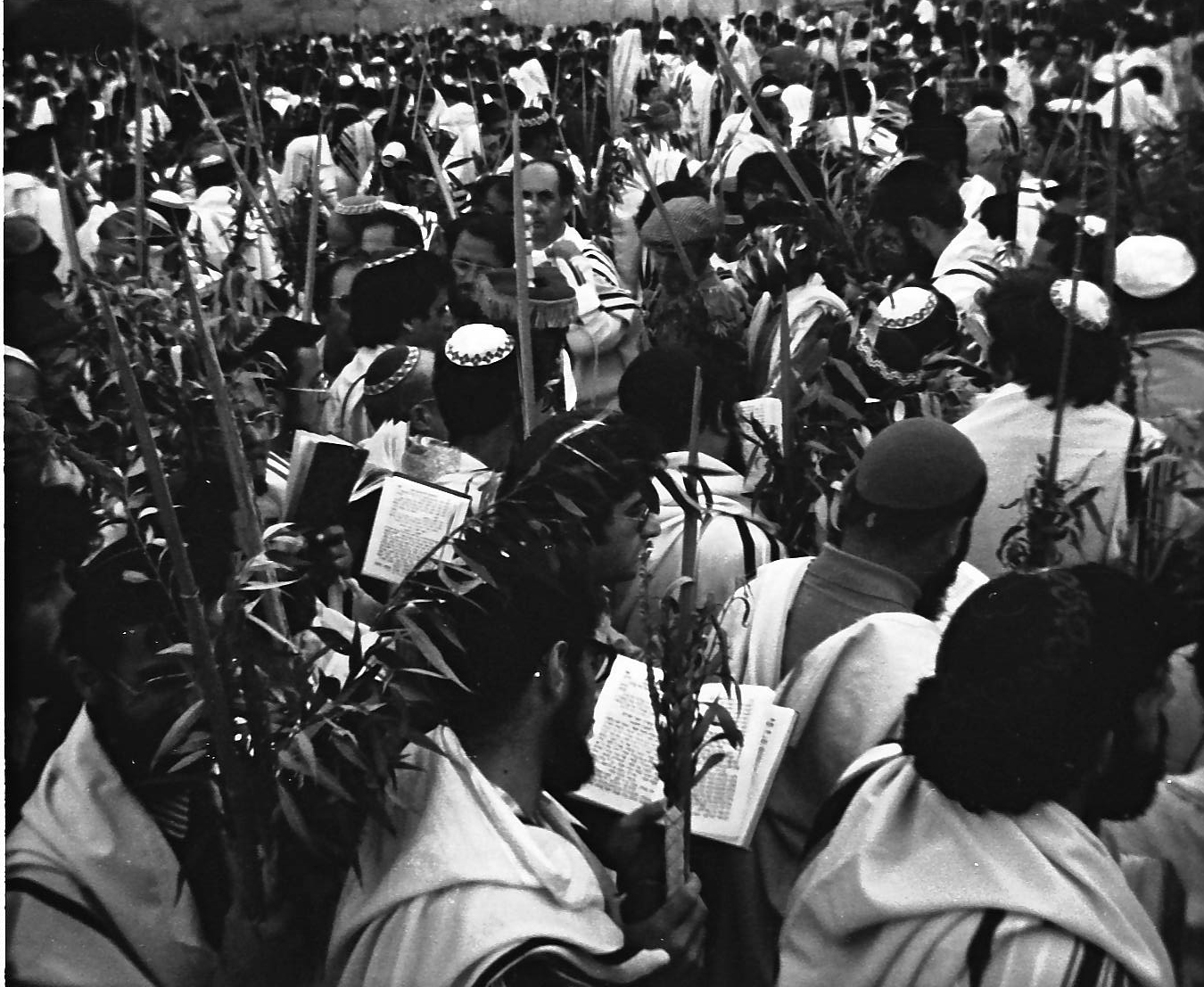
Cérémonie des hoshannot au Mur occidental, à Jérusalem

Selon la tradition rabbinique, des orants effectuaient, ailleurs dans le Temple, des hakafot (hébreu : הקפות « circuits » ou « circambulations ») autour de l'autel des offrandes, avec des branches de saule redressées, en formulant des requêtes particulières pour une année de pluies abondantes ; elles étaient appelées hoshaanot, d'après l'expression hosha na (hébreu : הושע נא « Sauve, de grâce ») qui revenait à la fin de chacune de ces requêtes.
De nos jours, en l'absence de Temple construit, les fidèles effectuent quotidiennement (après l'office de Moussaf chez les ashkénazes, immédiatement après le Hallel chez les séfarades), une hakafa autour de l'estrade de lecture de la Torah avec leur loulav, en déclamant des poèmes liturgiques, également appelés hoshaanot. Chez les ashkénazes, les hakafot ne se font pas le chabbat et ceux qui ont perdu l'un de leurs parents dans l'année en sont dispensés. Chez les séfarades, l'usage dépend de la communauté pour le chabbat, et les endeuillés doivent participer aux processions.

##### Hoshanna Rabba

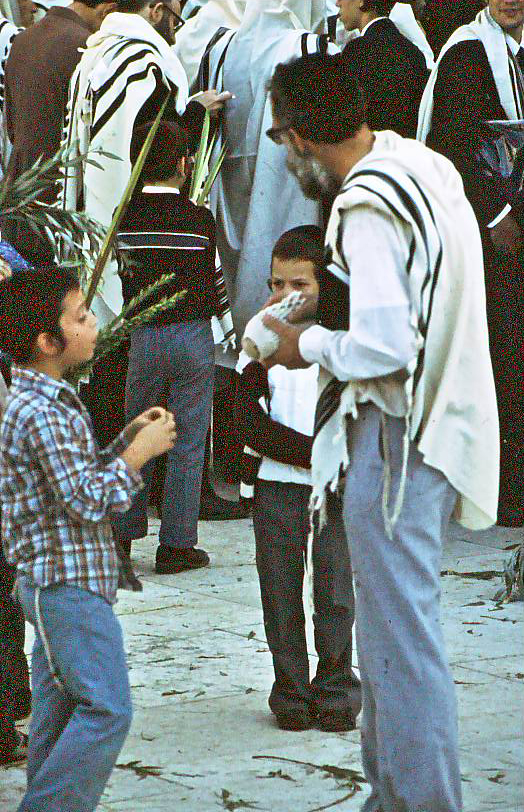
Hoshanna Rabba au Kotel à Jérusalem

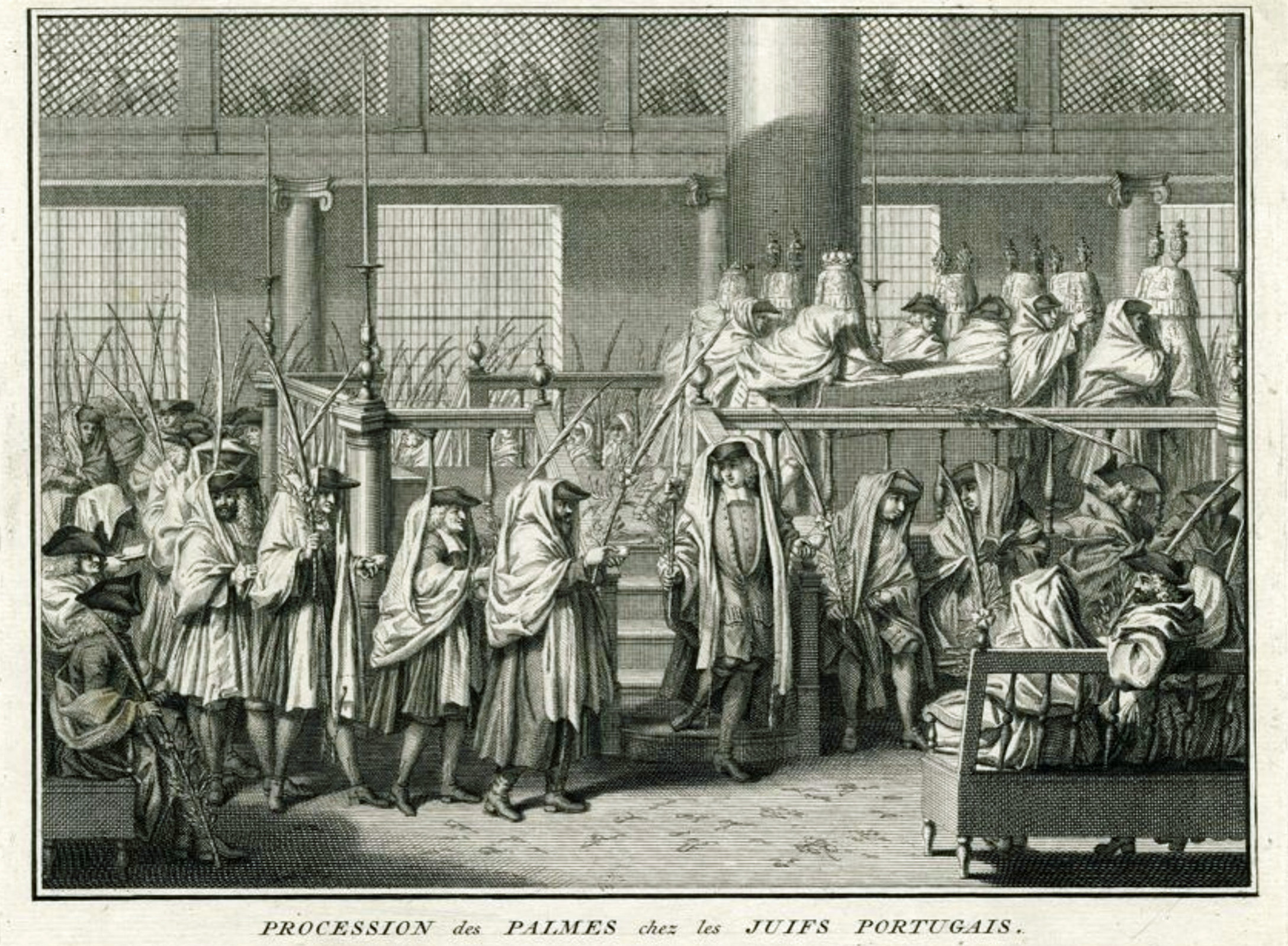
« Procession des Palmes chez les Juifs Portugais » lors de Hoshana Rabbah (Picart, 1724)

Au septième et dernier jour de Souccot se tient la Hoshanna Rabba (« Grande hoshanna ») qui donne son nom au jour : les fidèles y effectuent non pas une mais sept hakafot avec les quatre espèces autour de l'estrade, sur laquelle ont été montés tous les rouleaux de la Torah disponibles dans la synagogue. On dépose ensuite les espèces et on balance un faisceau de cinq branches de saule (d'autres branches que celles du loulav) avant de le battre sur le sol.
Hoshanna Rabba est également considérée comme le dernier des jours redoutables et la dernière occasion de se repentir avant que le jugement consigné par Dieu à Yom Kippour ne soit définitivement rendu. Il est de coutume de réaliser une veillée d'étude et, chez les séfarades, de réciter des seli'hot (poèmes liturgiques implorant le pardon divin) voire, dans certaines communautés, de sonner le chofar.

### Lecture duQohélet(l'Ecclésiaste)
La lecture du Qohélet (Livre de l'Ecclésiaste) au cours de l'office du matin du chabbat de Hol hamoëd (ou du premier jour de la fête, si le 15 tishrei a lieu un chabbat), est une institution rabbinique tardive afin de maintenir les manifestations de joie à un seuil raisonnable, du fait des discussions sur la vanité de l'existence et le rappel que l'homme est appelé à rendre compte de tous ses actes devant Dieu.

### LeHaqhel
Selon la tradition rabbinique, au temps du premier Temple de Jérusalem, tous les pèlerins, hommes, femmes et enfants étaient rassemblés devant le parvis du Temple le premier jour de Hol hamoëd de la première année du cycle sabbatique, où le roi (du royaume unifié d'Israël puis, après le schisme de Jéroboam, de Juda), juché sur une estrade en bois construite pour l'occasion, lisait quelques passages à partir du début du Deutéronome.
Le Haqhel n'a plus eu lieu depuis la destruction du Temple, mais quelques groupes, ainsi que le gouvernement de l'état d'Israël, l'ont reproduit, à plus petite échelle.

### Chemini AtseretetSim'hat Torah
Chemini Atseret (hébreu : שמיני עצרת « clôture du huitième jour ») a lieu au huitième jour suivant le 15 tishrei et fait donc immédiatement suite à Souccot. Bien que souvent considérée comme faisant partie de celle-ci, les rabbins ont insisté sur son caractère indépendant. Ils ont également choisi ce jour pour achever et recommencer le cycle annuel de lecture de la Torah, à l'image du cycle agricole. Ce sont surtout les réjouissances liées à Sim'hat Torah (hébreu : שמחת תורה « joie de la Torah ») qui marquent ce jour actuellement.
Sim'hat Torah est fêtée lors de Chemini Atseret en terre d’Israël et au second jour de cette fête en diaspora.

## Observance deSouccotdans les traditions non-rabbiniques

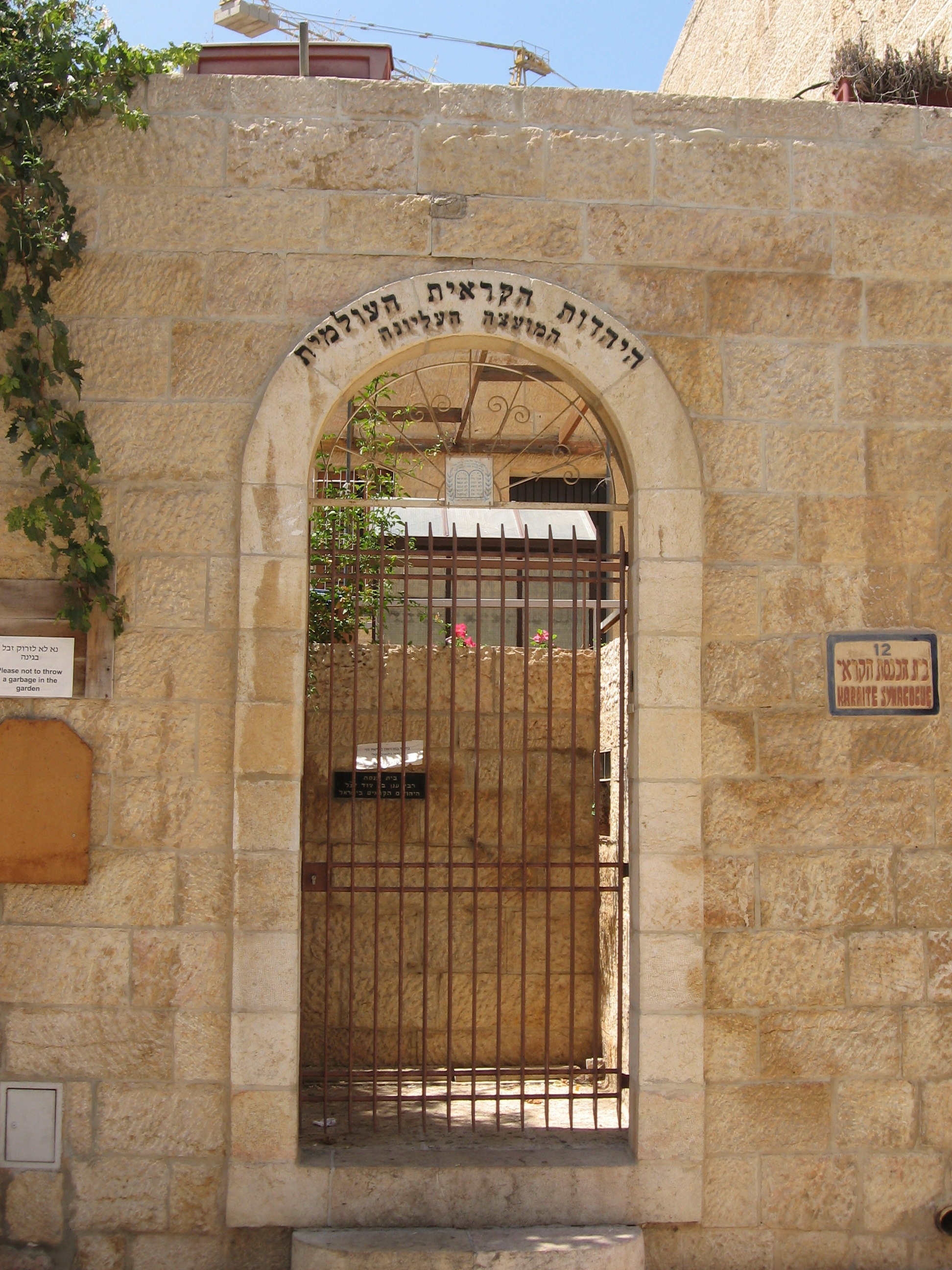
La kenessa enterrée, lieu central de pèlerinage des Karaïtes

### Dans le karaïsme
Pour les Karaïtes, adeptes d'un courant du judaïsme qui ne suit que la Bible hébraïque et en rejette l'interprétation rabbinique, seules les pratiques explicitement mentionnées dans la Bible doivent être pratiquées, ce qui exclut tous les rites propitiatoires
Le pèlerinage, auquel ne sont tenus que les hommes (mais auquel participent également des femmes), s'effectue dans la Kenessa enterrée, lieu de culte karaïte le plus proche du Temple détruit, situé dans le quartier juif de la vieille ville de Jérusalem. Les prières de ce jour, fortement différentes de la liturgie rabbinique, consistent principalement en psaumes déclamés en prosternation. Les membres de la congrégation se réunissent ensuite dans une soukka publique pour se restaurer et chanter des hymnes spéciaux avant de se rendre au Mur occidental.
Les Karaïtes n'utilisent pas les instructions rabbiniques pour la construction d'une soukka et considèrent, d'après leur compréhension du Livre de Néhémie, que la seule obligation biblique est de confectionner, au premier jour de la fête, le skhakh à partir des quatre espèces.
Par ailleurs, comme les Karaïtes basent leur calendrier sur l’observation directe de la nouvelle lune et de la germination du blé, le « quinzième jour du septième mois » ne coïncide pas forcément avec le 15 tishrei du calendrier juif,.

### Dans le samaritanisme

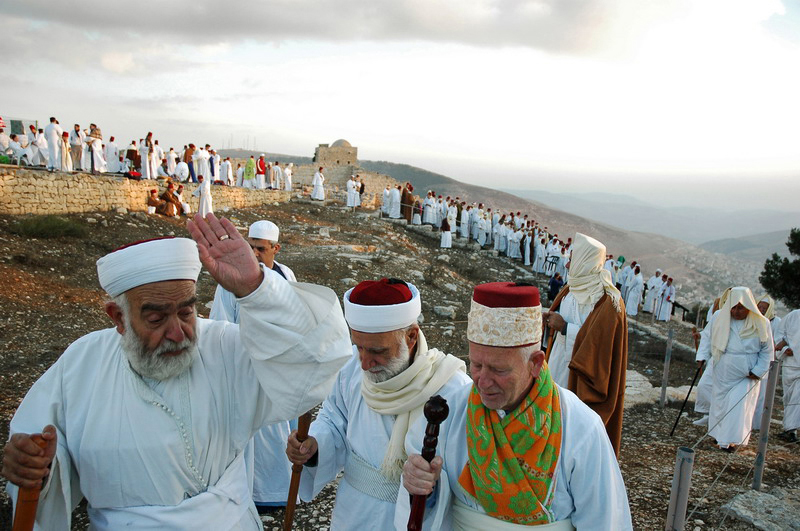
Samaritains pèlerinant sur le mont Garizim lors de la fête de Souccot

Les Samaritains, adeptes d'un mosaïsme non-juif qui ne reconnaît que les six premiers Livres de la Bible comme canoniques, célèbrent Souccot dans le noir, en pleine nuit ou au petit matin, du fait des persécutions dont ils ont été victimes au cours des siècles.
Leur pèlerinage a lieu non au Mont du Temple mais au Mont Guerizim, leur lieu saint, au premier jour de la fête (qui ne coïncide pas non plus avec celui des Juifs rabbanites), avant le lever du soleil. Ils se réunissent vers 3 heures du matin dans leur lieu de culte et chantent leurs chants traditionnels, avant de se diriger en sept étapes sur la montagne, guidés par deux cohanim qui tiennent la Torah samaritaine et son support. À chaque étape, le cohen qui tient la Torah la soulève et les congrégants prient.
À la septième étape, que les Samaritains appellent la « colline éternelle » et où se tenait selon eux le Tabernacle, les orants récitent une longue prière et effectuent, pieds nus, sept circuits autour de la pierre. Les femmes arrivent ensuite avec des paniers chargés de victuailles et tous se réjouissent sur la montagne.
La soukka est construite à l'intérieur des habitations (dans un souci de discrétion). Elle consiste en un cadre métallique et un skhakh constitué des quatre espèces, richement décoré de fruits et légumes de choix, qui sont arrangés selon des motifs géométriques. Les fruits seront pressés et consommés après les sept jours de la fête.

### Dans la tradition des Beta Israël
Les Beta Israël d’Éthiopie sont les dépositaires d’un judaïsme pré-rabbinique principalement fondé sur la Bible, en voie de disparition depuis leur émigration massive en Israël et leur adoption du judaïsme orthodoxe.
La fête de Souccot, appelée Ba'ala Massalat (« la fête de l'ombre »), fait partie de leurs célébrations mais ils n'ont apparemment jamais observé la prescription de la soukka car ils vivaient dans des huttes tout au long de l'année.

## Souccot en Israël

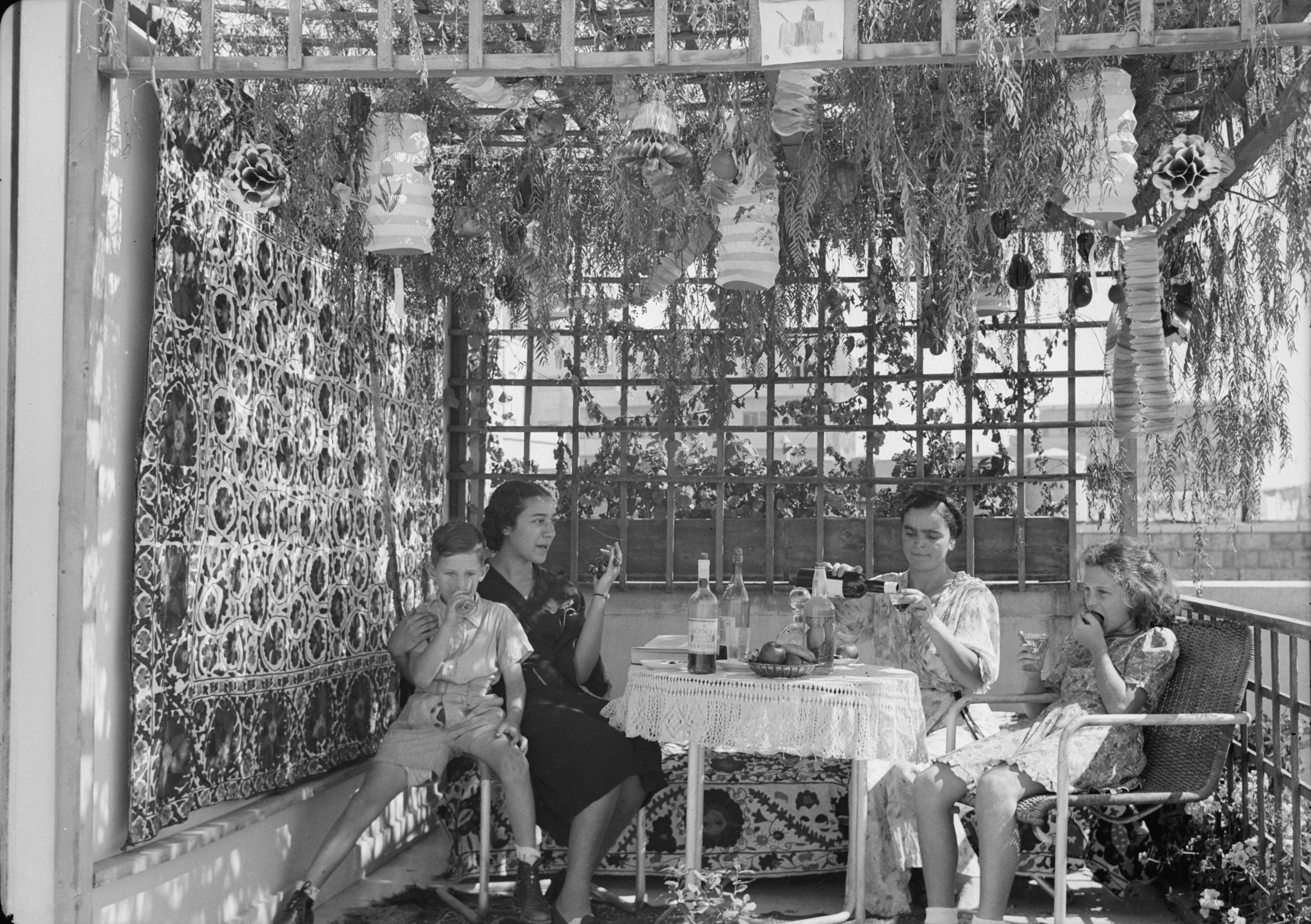
Cabane de Souccoth dans le quartier juif européen de Rehavia (Jérusalem), 1939

Le caractère agricole de la fête de Souccot est repris à son compte par le mouvement pionnier du kibboutz qui, délaissant les aspects traditionnels, en fait un joyeux festival champêtre au cours duquel se multiplient les danses folkloriques et les chants d’enfants. Il en reste aujourd'hui quelques classiques de la chanson israélienne comme Shlomit bona soukka de Naomi Shemer, Patish masmer d'Emmanuel Haroussi et Nahoum Nardi, Basoukka shelanou de Lea Naor et Moshe Wilensky, etc.
Souccot est actuellement l’une des fêtes nationales d'Israël, considérée comme une période de vacances, prétexte à de nombreuses sorties en famille, en particulier parmi les Juifs d'ascendance kurde, qui célèbrent la Seharane (« fête de la nature »).

## Échos de Souccot dans le christianisme
Souccot est évoquée à plusieurs reprises dans l’Évangile selon Saint Jean (7:2-37).
Contrairement aux autres fêtes de pèlerinage, Souccot n’a pas été transposée dans le christianisme, à l’exception d’une possible trace dans les Quatre-Temps de septembre ; ceux-ci étaient autrefois célébrés par un jeûne, des processions et des prières pour les récoltes mais ils ne marquent actuellement plus qu’un temps liturgique et non une véritable fête religieuse. D’autre part, le cérémonial du dimanche des Rameaux, qui commémore l'entrée de Jésus à Jérusalem et précède Pâques, serait un vestige de Hoshanna Rabba, ultérieurement décalé dans le calendrier chrétien tandis que l’octave de Pâques, qui suit cette fête, pourrait avoir été inspirée par la semaine de célébration de Souccot.
La fête est cependant réapparue dans le calendrier chrétien par le biais de Thanksgiving, institué d’après la lecture par les Pères pèlerins du Lévitique. Plus récemment, divers mouvements évangéliques judéo-chrétiens observent une fête des Tabernacles sur base de l’Évangile selon Jean.
On peut signaler l'existence d’une fête, spécifique au centre Sardaigne, appelée Novena, qui a lieu dans les premiers jours de septembre («capudannu» en sarde: littéralement: «tête de l'année» = Rosh haShana) et qui consiste à résider et prendre ses repas pendant neuf jours consécutifs dans des cabanes construites en dehors des habitations dans l'enceinte des églises champêtres qui parsèment cette région de l'île. Après huit jours la Novena se termine par une journée de fête (chants et danses) qui culmine dans un pèlerinage en l'honneur de la Vierge. Les origines de ce rituel sont obscures, mais le culte marial est évidemment tardif et s'inscrit dans un rituel plus ancien qui pourrait être lié à une présence juive en Sardaigne à l'époque romaine.
Benoit XVI évoque cette fête dans son livre Jésus de Nazareth (du Baptême dans le Jourdain à la Transfiguration) en faisant le lien avec les citations de Mc 9, 2 ; Mt 17,1 et Lc 9, 28 :
« Jean-Marie van Cangh et Michel van Esbrock, en particulier, ont étudié le rapport avec le calendrier des fêtes juives. Ils attirent notre attention sur le fait que cinq jours seulement séparent deux grandes fêtes juives de l'automne. Il y a d'abord Yom Kippour, la fête du grand pardon, et, Tente (Soukkhot). Cela signifierait que la confession de foi de Pierre coïncidait avec le jour du Grand Pardon et que du point de vue théologique, il faudrait l'interpréter aussi sur l'arrière-plan de cette fête qui est le seul jour de l'année où le grand prêtre prononce le nom de YHWH dans le Saint des Saints du Temple. La confession de foi de Pierre en Jésus Fils de Dieu vivant acquerrait, dans ce contexte, une nouvelle profondeur. »
Il ajoute ensuite une autre thèse :
« À l'inverse Jean Daniélou rapporte, lui, la datation des évangélistes exclusivement à la fête des Tentes qui, nous l'avons vu, dure une semaine entière. [..] La Transfiguration de Jésus aurait donc lieu le dernier jour de cette fête [..] »